# Judith Solodkin
Judith Solodkin (nascida em 1945) é uma gravurista e modista americana.
Mestre na impressão, produziu em 2004 uma edição de 25 exemplares do livro de artista Ode â l'Oubli, de Louise Bourgeois. Além da gravura, Solodkin é conhecida por desenhar e fazer chapéus.
O seu trabalho encontra-se incluído no Museu Smithsoniano de Arte Americana e na Galeria Nacional de Arte.